# La Serna del Monte
La Serna del Monte település Spanyolországban, Madrid tartományban. La Serna del Monte Buitrago del Lozoya, Gascones, Braojos, La Acebeda és Piñuécar-Gandullas községekkel határos. Lakosainak száma 105 fő (2024).

## Népesség
A település népessége az utóbbi években az alábbiak szerint változott:
| Lakosok száma | 115  | 113  | 112  | 103  | 104  | 94   | 73   | 81   | 108  | 105  |
|               | 2001 | 2004 | 2007 | 2009 | 2012 | 2014 | 2017 | 2019 | 2022 | 2024 |